# Sœurs carmélites pour les personnes âgées et infirmes
Les Sœurs carmélites pour les personnes âgées et infirmes ((en) Carmelite Sisters for the Aged and Infirm) sont un institut religieux créé en 1929 par Mère Marie Angeline Thérèse (1893-1984). Cette congrégation a pour vocation d'évaluer les différents besoins des personnes âgées et pour tenter de satisfaire ces besoins, au mieux de leurs capacités, tout en assurant la continuité des missions de l'ordre. Cette congrégation de spiritualité carmélitaine est rattachée à l'Ordre du Carmel via la branche des Grands carmes.

## Historique

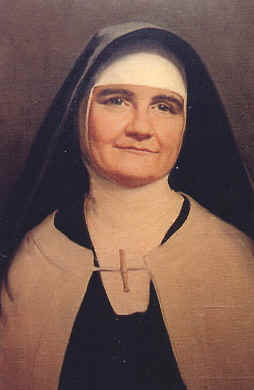
La fondatrice Marie Angeline Thérèse McCrory.

La congrégation a été fondée à New York par Marie Angeline Thérèse (1893-1984) en 1929. À cette date, la fondatrice et six compagnes s'installent dans la première maison de la congrégation. En 1931 le cardinal Patrick Joseph Hayes donne son approbation à l'institution naissante, et le prieur général des Carmes, Elia Magennis, accepte l'agrégation de la congrégation à l'ordre des Grands carmes.
La première maison de la congrégation est ouverte dans le Bronx. Les carmélites reçoivent le décret papal Decretum laudis le 16 juillet 1957.

## Activités et diffusion
Les religieuses s'occupent de foyers d'accueil pour les personnes âgées, abandonnées, seules ou en couple.
Le concept de soins pour les personnes âgées (envisagés par la fondatrice) était pionnier pour l'époque : les maisons exploitées par la congrégation ont ajouté, aux soins de base fournis par les maisons de retraites, des services de réadaptation (remise en forme, reprise d'autonomie) et de loisirs. Les maisons ont permis aux couples âgés de partager une chambre, contrairement à de nombreuses maisons de retraite (de l'époque), et ont cherché à fournir « l'atmosphère d'une maison privée de classe moyenne ». Le but recherché par la fondatrice était « le maintien de la dignité des personnes hébergées »,. Les Sœurs ont également organisé des actions de soins pour les personnes âgées du quartier.
En plus des États-Unis, la congrégation est également présente en Irlande. 
La maison mère de la congrégation est située à Germantown, dans l'État de New York.
En 2017, la congrégation comptait 166 religieuses réparties dans 18 maisons. Elles ont en charge près de 5 200 personnes âgées.